# Seznam zgodovinskih obveščevalnih služb
Seznam zgodovinskih obveščevalnih služb zajema obveščevalne službe, ki so obstajale.

## Službe po državah

### Afganistan
- Khedamat-e Etelea'at-e Dawlati (KHAD)

### Albanija
- Drejtorija e Sigurimit të Shtetit (Sigurimi)

### Argentina
- Central Nacional de Inteligencia (CNI)
- Secretaría de Inteligencia de Estado (SIDE)

### Brazilija
- Serviço Nacional de Informações (SNI)
- Subsecretaria de Inteligência (SSI)

### Bolgarija
- Durzhavna Sigurnost (DS)

### Češkoslovaška
- Federalni direktorat obveščevalnih služb (FSZS)
- Hlavni Sprava Rozvedky (HSR)
- Statni Tajna Bezpecnost (STB)

### Francija
- Deuxieme Bureau
- Service de documentation Extérieure et de Contre-espionnage (SDECE)

### Hong Kong
- Special Branch

### Indonezija
- Komando Pemulihan Keamanan dan Ketertiban
- Badan Koordinasi Stabilitas Nasional (Bakorstanas)

### Iran
- Sazeman-i Ettelaat va Amniyat-i Keshvar (SAVAK)

### Irak
- Amn
- Estikhbarat
- Jihaz Al-Mukhabarat Al-A'ma (Mukhabarat)

### Jugoslavija
- OZNA
- UDBA/UDV//SDB/SDV : uprava , kasneje služba državne varnosti
- KOS (kontraobveščevalna služba JLA)

### Republika Južna Afrika
- Bureau of State Security (BOSS)

### Kanada
- Royal Canadian Mounted Police Security Service (RCMP)

### Madžarska
- Államvedélmi Osztály (ÁVO)
- Államvédelmi Hatóság (ÁVH)

### Nemška demokratična republika
- Ministerium für Staatssicherheit (MfS oz. Stasi)
  - Hauptverwaltung Aufklaerung (HVA)

### Poljska
- Oddział II Sztabu Generalnego Wojska Polskiego (1918-1939)
  - Šifrirni urad (Biuro Szyfrów)
- Ministerstwo Bezpieczeństwa Publicznego (1945-1954)
- Komitet do spraw Bezpieczeństwa Publicznego (1954-1956)
- Służba Bezpieczeństwa (SB) (1956-1990)
- Oddział II Sztabu Generalnego LWP (1945-1951)
- Zarząd II Sztabu Generalnego Wojska Polskiego (1951-199)
- Urząd Ochrony Państwa (UOP) (Office for State Protection) (1990-2001)

### Rimski imperij
- Areani
- Pretorijanska garda

### Romunija
- Securitate

### Rusija
- Okhrannoye otdeleniye (Ohrana / Ohranka) (1866-1917)

### Singapor
- Special Branch

### Slovenija
- VOS (Varnostnoobveščevalna služba OF)

### Sovjetska zveza
- Čeka - Vserossijskaja črezvičajnaja komisija po borbé s kontrrevoljuciej, spekuljacijej i sabotažem (1917-1922)
- Gosudarstvenoe političeskoje upravlenije (GPU) (1922-1923)
- Objedinenoje Gosudarstvennoye političeskoje upravlenije (OGPU) (1923–1934)
- Narodniji komisariat vnutrennih del (NKVD) (1934–1946)
- Ministerstvo vnutrenjih del (MVD) (1946–1954)
- Ministerstvo gosudarstvenoj bezopasnosti (MGB) (1943–1953)
- Komitet gosudarstvenoj bezopasnosti (KGB) (1954–1991)

### Španija
- Centro Superior de Información de la Defensa (CESID)

### Švedska
- Informationsbyrån (IB)

### Tretji rajh
- Abwehr
- Geheime Staatspolizei (Gestapo)
- Sicherheitsdienst (SD)

### Združeno kraljestvo Velike Britanije in Irske
- Radio Security Service (MI8)
- MI9
- Naval Intelligence Division (NID)
- Special Operations Executive (SOE)